# Буха (Јена)
Буха (њем. Bucha) општина је у њемачкој савезној држави Тирингија. Једно је од 93 општинска средишта округа Зале-Холцланд. Према процјени из 2010. у општини је живјело 1.136 становника. Посједује регионалну шифру (AGS) 16074008.

## Географски и демографски подаци
Буха се налази у савезној држави Тирингија у округу Зале-Холцланд. Општина се налази на надморској висини од 350 метара. Површина општине износи 21,0 km². У самом мјесту је, према процјени из 2010. године, живјело 1.136 становника. Просјечна густина становништва износи 54 становника/km².